# Joan Estaràs Riutort
Joan Estaràs Riutort (Sa Pobla, 1747 - Palma, ?) fou un pintor, escultor i constructor d'instruments musicals mallorquí.
Fou professor de belles arts i estudià arts, filosofia, dibuix i música. Prengué l'hàbit de l'Orde de Malta i fou ordenat sacerdot a Malta el 1772. Després de tornar a Mallorca es dedicà exclusivament a la pintura, escultura i a la fabricació d'instruments musicals, especialment flautes.